# Phare arrière de Tybee Island
Le phare arrière de Tybee Island (en anglais : Tybee Island Light) est un phare situé à l'entrée du fleuve Savannah, à l'extrémité nord-est de Tybee Island dans le comté de Chatham en Géorgie.
Il s'agit de l'une des sept tours de phare de l'ère coloniale, bien que très modifiée au milieu du XIXe siècle. Ce phare, le plus ancien du sud et le deuxième plus ancien de la nation, a été créé moins de quatre ans après la fondation de la colonie géorgienne. Il s'agit d'un phare remarquablement bien préservé avec trois maisons de gardien et d'autres bâtiments historiques très bien restaurés. La maison du gardien principal de 1881 a été restaurée et aménagée en musée .

## Historique
Le phare actuel est la quatrième tour de cette station. La première tour a été construite en bois sous la direction de James Edward Oglethorpe. Érigé en 1736, elle fut frappée par une tempête en 1741. L'année suivante, elle fut remplacée par une tour en pierre et en bois, mais toujours sans éclairage. Au lieu de cela, elle était surmontée d'un mât de drapeau. Cette tour a succombé à l'érosion des rives.
La troisième tour en brique d'une hauteur de 30 m a été construite en 1773. Elle a d'abord été équipée d'un système de réflecteurs et de bougies, mais elle a été améliorée pour devenir une lampe à huile après avoir été cédée au gouvernement fédéral en 1790. Une deuxième tour a été ajoutée au site en 1822 pour former une ligne de feux directionnels. Les deux tours ont reçu un lentille de Fresnel en 1857, le phare avant de Tybee Island étant équipée d'une lentille du 4e ordre, tandis que la tour principale recevait une lentille du second ordre plus grande.
Les forces confédérées ont brûlé la lumière en 1862 pendant la guerre de Sécession et ont retiré l'objectif lorsqu'elles se sont retirées à Fort Pulaski. La reconstruction de la lumière a commencé en 1866 mais a été retardée par une épidémie de choléra. Une nouvelle tour a été construite au sommet de l'ancienne tour, élevant la hauteur de l'ensemble à 47 m. Cette tour était équipée d'une lentille de 1er ordre. La tour avant était maintenant une tour à claire-voie en bois de 15 m équipée d'un nouvel objectif de 4e ordre.
La tour principale a été gravement endommagée par un ouragan en 1871 et a développé une fissure si grave qu’un crédit de 50 000 $ a été demandé pour son remplacement. À la place, une nouvelle tour frontale (qui avait déjà été déplacée deux fois) a été construite en fer. De nouveaux logements pour les gardiens ont été construits en 1881 et 1885. L'année suivante, la tour a été secouée par le tremblement de terre de Charleston en 1886, qui a endommagé la lentille et provoqué de nouvelles fissures dans la maçonnerie ; ils ont tous deux été réparés immédiatement. En 1933, la tour fut électrifiée et la station réduite à un seul gardien. La balise a été automatisée en 1972.
Tout au long de sa vie, la marque du jour de la tour a été modifiée à de nombreuses reprises. À l'origine entièrement blanc, la base et la lanterne ont été peintes en noir en 1887 ; cela a été modifié en 1914 et à nouveau en 1916, amenant chaque fois le noir au sommet plus bas dans la tour jusqu'à ce que la configuration actuelle soit atteinte. En 1967, la tour entière a été repeinte avec une base blanche et un sommet gris. Le gris s'est fortement estompé et a été peint en noir en 1970 .
En 1999, un important projet de restauration a été lancé sous les auspices de la Tybee Island Historical Society, qui a pris possession du phare en 2002 en vertu de la loi sur la préservation du phare historique national. Dans le cadre de ce projet, la tour a été repeinte dans la marque de jour noir-blanc-noir de 1916-1966. La balise est toujours une aide à la navigation qui fonctionne, utilisant toujours son objectif d'origine. Le site est ouvert au public et conserve ses maisons de gardien et ses bâtiments annexes ainsi que la tour du phare.

## Description
Le phare   est une tour octogonale en brique avec galerie et lanterne de 44 m de haut à côté d'un local technique d'un étage. La tour est peinte en noire avec une large bande blanche en son centre.
Son feu fixe émet, à une hauteur focale de 44 m, une lumière blanche. Sa portée est de 16 milles nautiques (environ 30 km)
Identifiant : ARLHS : USA-864; USCG : 3-0345 ; Admiralty : J2776.1 .

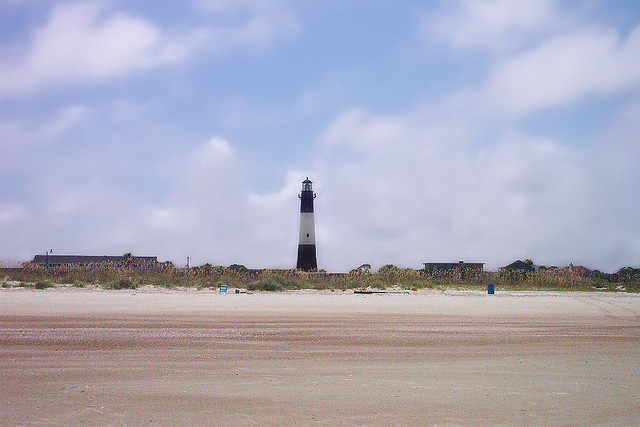
Tybee Island
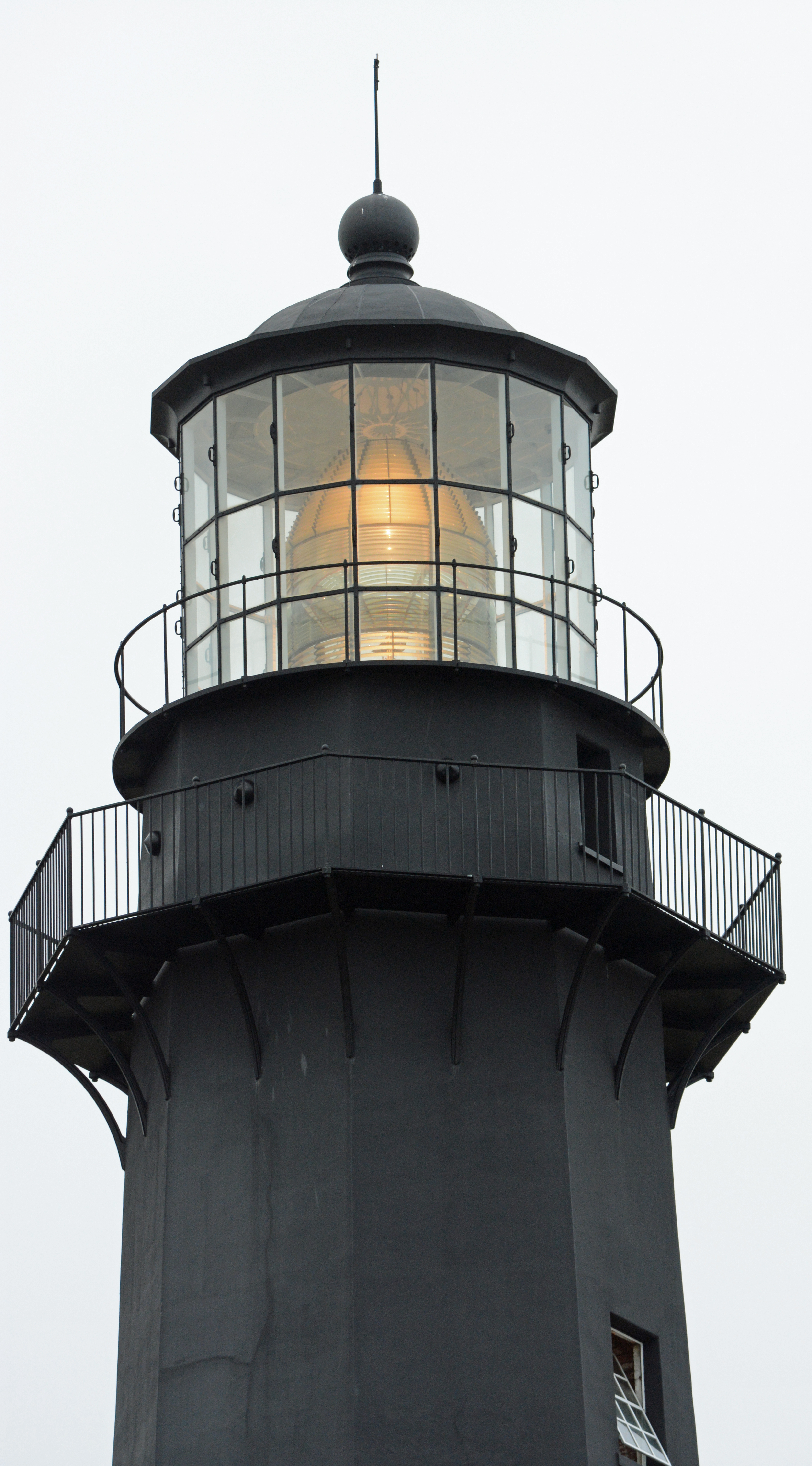
La lanterne
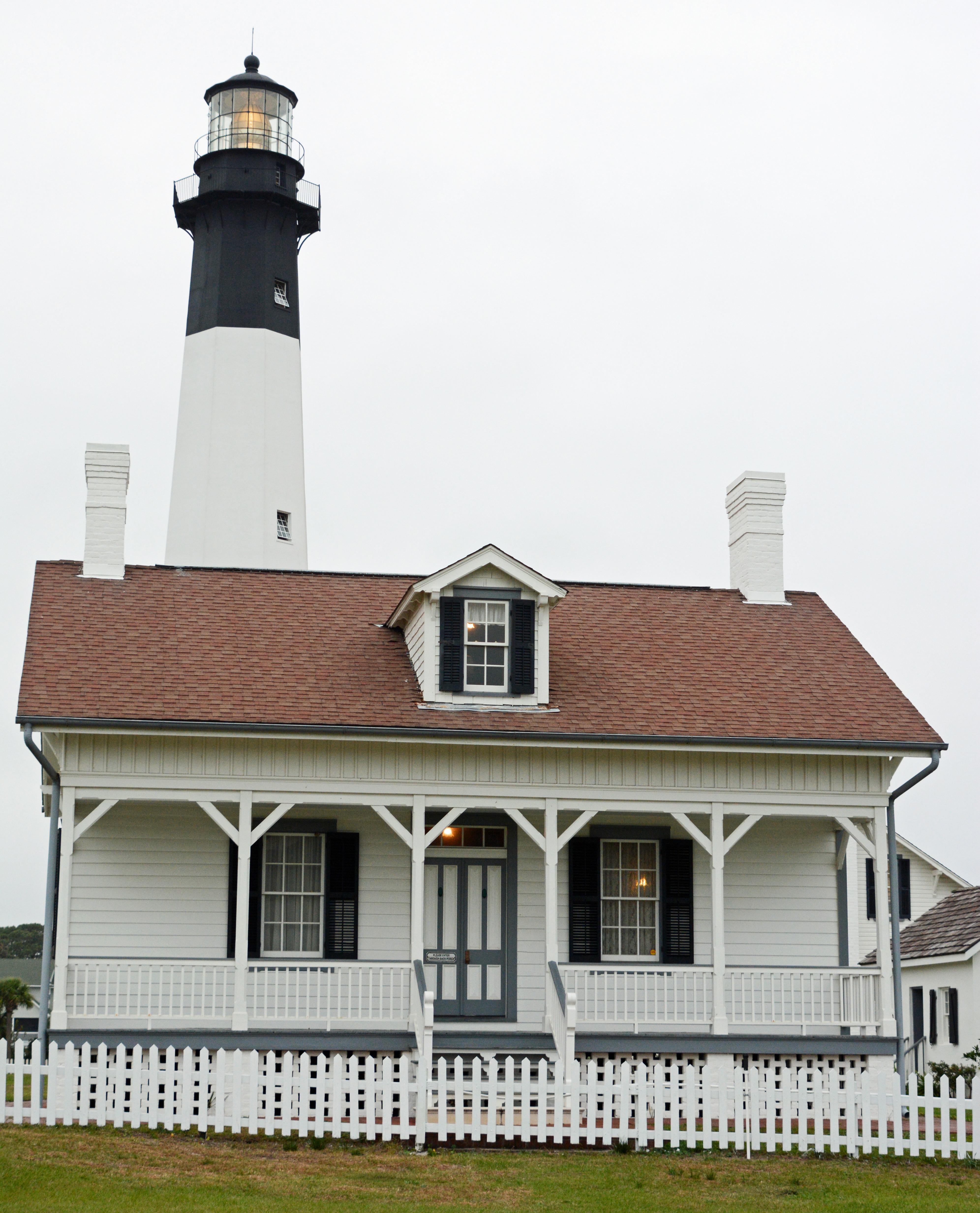
La maison de gardien

### Lien connexe
- Liste des phares de Géorgie